# راشد عبد الرحمن عبد الله
راشد عبد الرحمن حسين عبد الله بوجيري (توفي في 6 أبريل 2016 في الدراز، البحرين) هو أول بحريني يتولى منصب الرئيس التنفيذي لشركة بتلكو.

## المسيرة المهنية
بدأ راشد حياته العملية في شركة بتلكو العام 1986 في منصب مدير الهندسة بعد حصوله على شهادة البكالوريوس في الهندسة الكهربائية والإلكترونيات كمتدرب مع شركة البرق واللاسلكي شريك بتلكو السابق. وشغل على مدى سنوات عمله مناصب إدارية في مختلف دوائر العمل بشركة بتلكو.
في العام 2000 أعير من قبل شركة بتلكو لتولي مسئولية إدارة العمليات في شركة كواليتي نت الشركة التابعة لشركة بتلكو في الكويت. خلال سنوات عمله في شركة كواليتي نت ساعد في عملية تحويل الشركة إلى الربحية العالية التي تركز بشكل كبير على خدمة الزبائن لتكون الشركة الرائدة في تقديم خدمات الإنترنت واتصالات البيانات في الكويت.
في يناير 2011 تم تعيينه في منصب الرئيس التنفيذي لشركة البحرين للاتصالات السلكية واللاسلكية (بتلكو) ليكون أول بحريني يشغل هذا المنصب. كان له دور حيوي في تحقيق عدد من الإنجازات الكبرى بما في ذلك إطلاق خدمات الإنترنت في العام 1995. قاد الشركة لتحقيق الكثير من الإنجازات أبرزها تدشين شبكة خدمـة «4G LTE» في العام 2013. في أغسطس 2014 قدم استقالته من شركة بتلكو.
شغل منصب عضو مجلس إدارة هيئة تنظيم الاتصالات.

## الحياة الشخصية
متزوج ولديه عبد الله.

## الوفاة
توفي راشد في 6 أبريل 2016 إثر نوبة قلبية في منزله بقرية الدراز في المحافظة الشمالية ودفن في اليوم التالي في مقبرة المحرق.